# Kabinett Borg Olivier II
Das maltesische Kabinett Borg Olivier II wurde im Mai 1951 von Premierminister Ġorġ Borg Olivier gebildet. Es löste das erste Kabinett Borg Olivier und befand sich bis Dezember 1953 im Amt. 

## Geschichte

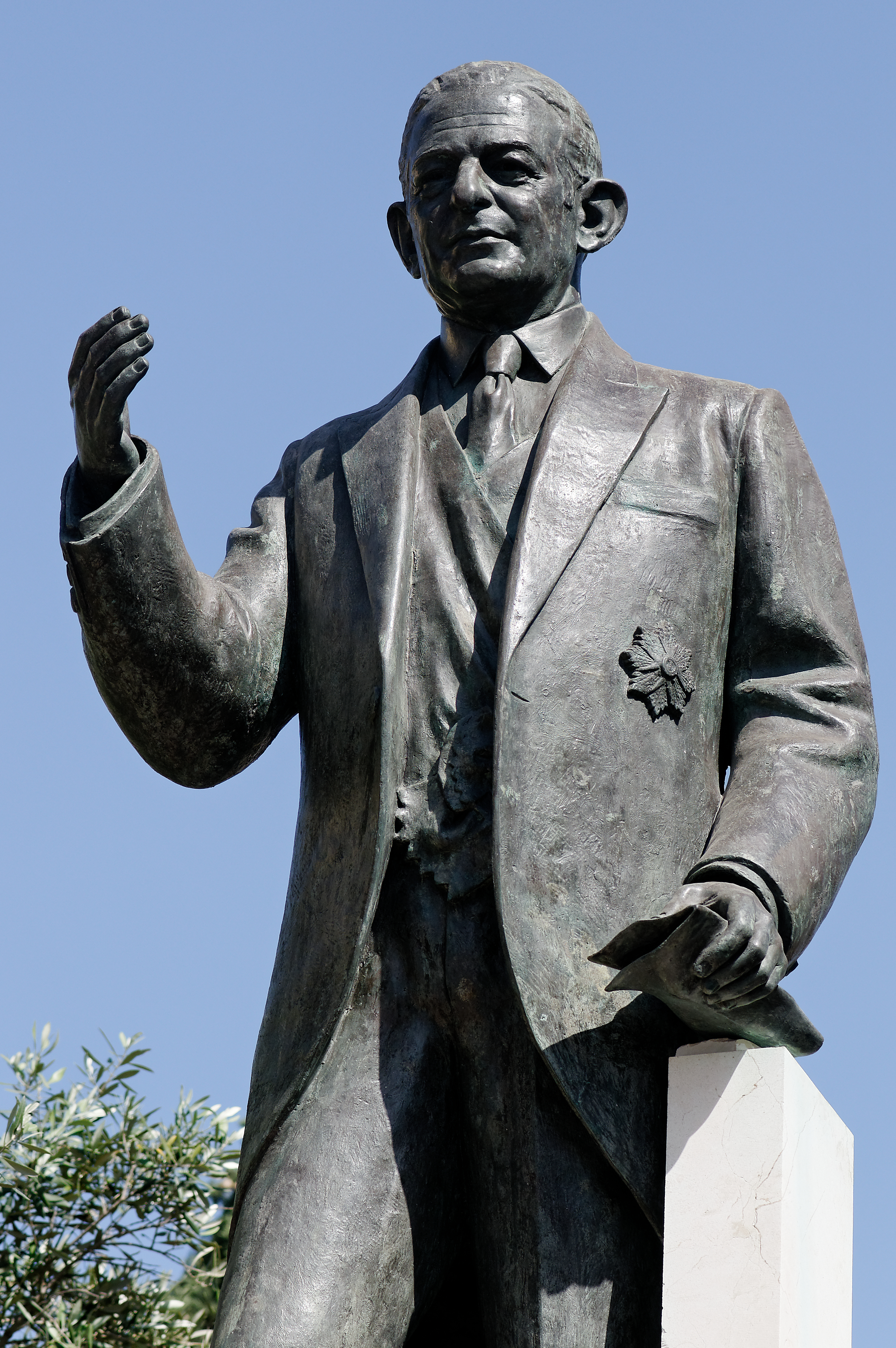
Statue von Ġorġ Borg Olivier auf dem Castille Square in Valletta

Am 5. und 7. Mai 1951 waren vorgezogene Neuwahlen durchgeführt worden, die zu folgender Sitzverteilung im 40-köpfigen Repräsentantenhaus führten: Partit Nazzjonalista (PN) 15 Sitze, Partit Laburista (PL) 14, Malta Workers Party (MWP) 7 und Constitutional Party (CON) 4. Borg Olivier bildete daraufhin mit seiner PN eine Koalitionsregierung mit der MWP des ehemaligen Premierministers Paul Boffa. Die Koalition verfügte mit 22 Sitzen über eine knappe absolute Mehrheit im Parlament. Nachdem es am 9. Oktober 1953 zu einer Niederlage der Koalition bei den Haushaltsberatungen gekommen war, traten die drei Minister der MWP zurück und die Minister der PN bildeten eine Übergangsregierung, die bis zu den Neuwahlen am 12. und 14. Dezember 1953 im Amt blieb. Im Anschluss wurde das dritte Kabinett Borg Olivier gebildet.

## Minister
| Amt                                                | Name                                            | Partei                                   | Anmerkungen |
| -------------------------------------------------- | ----------------------------------------------- | ---------------------------------------- | --- |
| Premierminister, Minister für öffentliche Arbeiten | Ġorġ Borg Olivier                               | Partit Nazzjonalista                     | |
| Finanzminister                                     | John Frendo Azzopardi                           | Partit Nazzjonalista                     | zugleich Minister für Industrie und Handel von Oktober bis Dezember 1953                                                                |
| Justizminister                                     | Ġużè Cassar                                     | Malta Workers Party                      | Rücktritt im Oktober 1953 |
| Minister für Gesundheit und soziale Dienste        | Paul Boffa Antonio Paris                        | Malta Workers Party Partit Nazzjonalista | Boffa: Amtszeit Mai 1951 bis zum Rücktritt im Oktober 1953 Paris: Amtszeit Oktober bis Dezember 1953                                    |
| Bildungsminister                                   | Fortunato Mizzi Carmelo Schembri                | Partit Nazzjonalista                     | Mizzi: Amtszeit Mai 1951 bis zum Rücktritt im Oktober 1952 Schembri: Amtszeit Oktober 1952 bis Dezember 1953                            |
| Minister für Post, Landwirtschaft und Fischerei    | Carmelo Caruana                                 | Partit Nazzjonalista                     | |
| Minister für Auswanderung und Arbeit               | Giuseppe Maria Camilleri Tommaso Caruana Demajo | Partit Nazzjonalista                     | Camilleri: Amtszeit Mai 1951 bis zum Rücktritt im September 1952 Caruana Demajo: Amtszeit September 1952 bis Dezember 1953              |
| Minister für Industrie und Handel                  | Johnnie Cole John Frendo Azzopardi              | Malta Workers Party Partit Nazzjonalista | Cole: Amtszeit Mai 1951 bis zum Rücktritt im Oktober 1953 Frendo Azzopardi: Amtszeit Oktober bis Dezember 1953, zugleich Finanzminister |